# Wojsko kwarciane

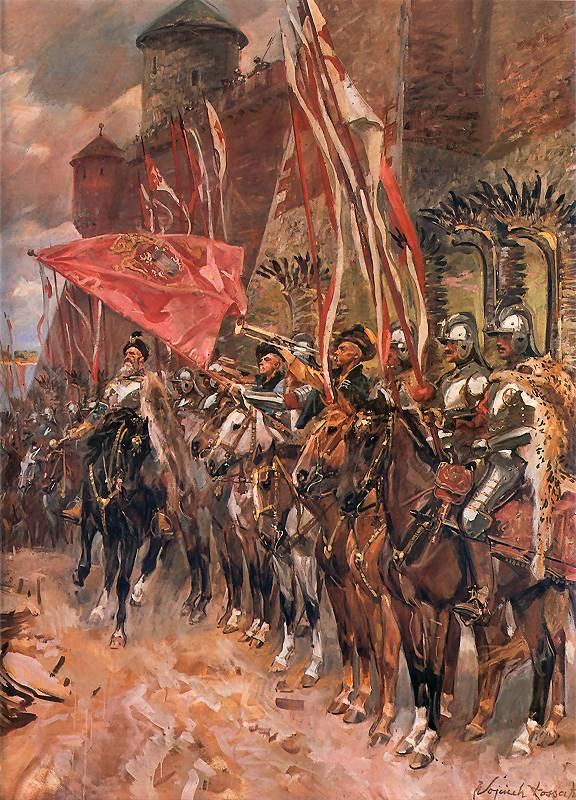
La pintura muestra probablemente un desfile militar, simbolizando el prestigio de los húsares alados como la élite del Wojsko kwarciane.

Wojsko kwarciane (ˈvɔjskɔ kfarˈt͡ɕanɛ, ejército del cuarto) era el término utilizado para ciertas unidades del ejército de la Mancomunidad Polaco-lituana. El término se usó desde 1562 hasta 1652
El wojsko kwarciane se conformó a partir de unidades previas conocidas como obrona potoczna.
El término "del cuarto" (en polaco, kwarta) se debe al impuesto con el que se financiaba: un cuarto de los ingresos que generaban las tierras de realengo (królewszczyzny). Cuando los monarcas arrendaban dichas tierras a szlachta (nobles), mercaderes o judíos a cambio de efectivo perdían el control de dichas tierras afectando a este impuesto y al mantenimiento del ejército. Era habitual que los comandantes militares (hetmans) tuvieran que pagar los sueldos del wojsko kwarciane y contratar mercenarios de su propio bolsillo. A veces el descontento por la falta de pago causaba motines, con unidades impagadas formando confederaciones (konfederacja) para reclamar sus sueldos a la fuerza.
Los efectivos del wojsko kwarciane variaban según la situación de paz o conflicto. En tiempos de paz, el ejército sumaba 2500 caballeros. Se trataba de un ejército relativamente pequeño comparado con otros países contemporáneos, especialmente considerando la enorme extensión del territorio polaco y lituano y los vecinos agresivos con los que el país contaba (Suecia, Rusia y el Imperio Otomano, especialmente). En caso de guerra, se complementaba con el wojsko komputowe, un ejército financiado por el parlamento (Sejm).
En 1632 otro impuesto real (dupla) fue instaurado para pagar unidades de artillería. Pese a ello, en 1652 el wosko kwarciane fue unificado con el wojsko komputowe creando un único cuerpo financiado por el presupuesto que el Sejm controlaba.